# Solabborrtjärnen
Solabborrtjärnen är en sjö i Jokkmokks kommun i Lappland och ingår i Luleälvens huvudavrinningsområde. Sjön har en area på 0,0684 kvadratkilometer och ligger 382,9 meter över havet.

## Delavrinningsområde
Solabborrtjärnen ingår i det delavrinningsområde (740489-171122) som SMHI kallar för Utloppet av Allakjaure. Medelhöjden är 384 meter över havet och ytan är 6,74 kvadratkilometer. Det finns ett avrinningsområde uppströms, och räknas det in blir den ackumulerade arean 27,73 kvadratkilometer. Kaltisbäcken som avvattnar avrinningsområdet har biflödesordning 2, vilket innebär att vattnet flödar genom totalt 2 vattendrag innan det når havet efter 174 kilometer. Avrinningsområdet består mestadels av skog (74 procent). Avrinningsområdet har 1,46 kvadratkilometer vattenytor vilket ger det en sjöprocent på 21,7 procent.